# 天網 (魔鬼終結者)
天網，是《魔鬼終結者》電影系列中挑戰人類的人工智慧超級電腦，原本是一個由美國政府研發出來的國防電腦系統，未來的世界因電腦防衛系統「天網」產生自我智能，判定人類是威脅它們的物種，所以將其人類設定「毀滅」而發生核戰。

## 剧情
賽博坦公司（Cyberdyne Systems）是一家科技公司，為美國國防部下游承包商之一，專門研發電腦系統。由於在1984年回收到未知機器殘骸展開新的研究領域，賽博坦公司所屬逆向思考技術科學家，邁爾斯戴森博士（Miles Dyson）成功的研究已損壞T-800型終結者CPU的科技技術，這樣的研究科技技術導致天網系統基礎概念的產生，卻在1995時遭到莎拉康納的攻擊破壞使得賽博坦公司瀕臨倒閉的階段。此時美國空軍準備研發全球數位化防禦網路（Global Digital Defense Network）的系統，因此收購賽博坦公司成為旗下研究單位，於是天網系統（Skynet）的研發就此產生。
天網系統是個自動化的防禦網絡系統，它可以避免人性因素考量而徹底執行命令，絕對不會發生執行命令時的猶豫不決（指發射地基彈道導彈時，兩名操作員其中一名遲疑不決不肯按下發射鈕），它可以瞬間判斷遭受攻擊時是否發射飛彈反擊，這是控制地基導彈系統的功能之一。天網系統還可以操控無人轟炸機，如：B1、B2、F117等搭載有戰術核彈彈頭，直接操控轟炸機執行攻擊命令，這樣也避免飛行員在執行投彈任務時的猶豫不決，另外還可以指揮自動化機器進行攻擊，T-1坦克及迷你型空中獵殺者 （HK-Flying Mini Hunter），另外有生產同型大型機種。
美軍為了方便指揮與確保戰爭物質足夠，設立自動化工廠生產上述機器，以免因戰爭消耗造成戰鬥機器數量不足。這個全自動化生產工廠就位於科羅拉多州夏延山，這裡原本是隱藏建設在山裡面的北美防空司令部基地。而天網系統的主機就設立在此，隨著天網不斷地向外擴張，不斷地佔領殘留工廠加以改建成為生產終結者機器的自動化工廠，其中也包括第二重要據點設立，其餘的生產基地則遍佈世界各地。
在天网在控制了所有的美军的武器装备后不久，获得自我意识，并且认定人类是它存在的威胁。于是立刻倒戈对抗其创造者，采用大规模杀伤性武器（甚至核弹）来灭绝全人类。也就是《终结者》的故事情节中的“审判日”正式来临，当时只有约翰·康纳一人早已预知浩劫，命运注定他与人类生死存亡一脉相连。
而在《魔鬼終結者：創世契機》的2029年中，天網知道自己始終會敗於人類，所以製造出自己的人型姿態——T-5000型終結者，並化名為反抗軍成員「艾力克斯」（Alex），偷襲並改造約翰·康納體內的細胞和控制約翰·康納。
於重啟設定的《魔鬼終結者：黑暗宿命》中，天網已在莎拉·康纳與其子約翰，和終結者T-800的努力下無法誕生，但取而代之的是新的AI系統「魔鬼軍團」的出現與其對人類的叛亂。